# Décès en 1352
Décès
- 1348
- 1349
- 1350
- 1351
- 1352
- 1353
- 1354
- 1355
- 1356

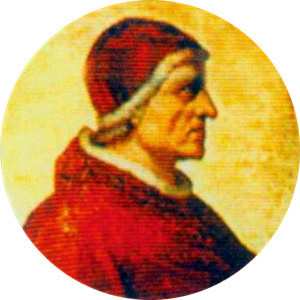
Clément VI, mort en 1352.

Cette page dresse une liste de personnalités mortes au cours de l'année 1352 :
- 4 février: Bertrand du Pouget, cardinal français.
- 16 février : Fujiwara no Kinshi, impératrice consort du Japon.
- 7 mars : Jeanne de Valois,  princesse de sang royal, fille de Charles de France, comte de Valois, et de Marguerite d'Anjou.
- 21 avril : Boleslas III le Prodigue
- mai : Édouard II de Bar, comte de Bar.
- 25 mai : Jean de Nesle-Offémont, conseiller du roi de France, Philippe VI de Valois.
- 14 août : Guy II de Nesle, seigneur de Mello et d'Offémont, est un aristocrate et maréchal de France.
- 15 août : Hosokawa Akiuji, général samouraï au service des Ashikaga de la Cour du Nord, au cours de l'époque Nanboku-chō du Japon.
- 15 septembre : Eustathéos, moine de l'Église éthiopienne orthodoxe[1].
- 21 septembre : Konoe Tsunetada, régent kampaku.
- 1er décembre : Bertrand de Montfavès, cardinal français.
- 26 décembre : Jean de Kent, 3e comte de Kent et baron Wake de Liddel.

- Clément VI, 198e pape et 4e pape d'Avignon.
- Mathieu d'Arras, architecte, sculpteur et maître-maçon français, il est le premier architecte de la cathédrale Saint-Guy de Prague.
- Obizzo III d'Este, condottiere italien appartenant à la Maison D'Este.
- Guidoriccio da Fogliano, condottiere italien du Trecento.
- Rodolphe II de Bade-Sausenberg, margrave de Bade-Hachberg-Sausenberg.
- Othon III de Brunswick-Lunebourg, prince de Lunebourg.
- Rogues de Hangest, seigneur de Hangest et d’Avesnecourt, maréchal de France.
- Guillaume de Laudun, archevêque de Vienne puis de Toulouse.
- Alain de Tinténiac, seigneur breton.
- Alberto II della Scala, homme politique italien, membre de la dynastie scaligère.
- Al-Hakim II, Abû al-`Abbas Ahmad al-Hâkim bi-Amr Allah, calife abbasside au Caire.
- Yoshida Kenkō, auteur japonais et un moine bouddhiste.
- Khwaju Kermani, poète persan.
- Alain Le Gall, évêque de Cornouaille.
- Adhémar Robert, cardinal français.
- Ashikaga Tadayoshi, général japonais de l'époque Nanboku-chō.

## Crédit d'auteurs
- Cet article est partiellement ou en totalité issu de l'article intitulé « 1352 » (voir la liste des auteurs).